# Bola de Prata
A ESPN Bola de Prata Sportingbet, mais conhecida como Bola de Prata, é uma premiação esportiva anual que reconhece os melhores futebolistas e treinadores da Série A do Campeonato Brasileiro de Futebol de cada ano, de acordo com notas atribuídas por jornalistas ao longo de cada campeonato e estatísticas de desempenho em campo. Lançada em 1970 pela revista Placar, desde 2016 é organizada pelo canal de televisão ESPN Brasil, que oferece os troféus em cerimônia anual realizada na cidade de São Paulo. A partir de 2021, passou a premiar as melhores jogadoras do Campeonato Brasileiro de Futebol Feminino e o atleta mais engajado no combate ao racismo. É reconhecida como a premiação mais tradicional do futebol brasileiro.
Todas as partidas da Série A do Campeonato Brasileiro de Futebol são assistidas in loco por jornalistas da ESPN Brasil, que atribuem notas de 0 a 10 para todos os jogadores e treinadores em campo. As notas atribuídas pelos jornalistas compõem 60% da nota final do jogador, enquanto outros 40% são calculados a partir de um algoritmo desenvolvido pela ESPN, que analisa mais de 100 estatísticas de desempenho de cada atleta. Ao final do campeonato, os jogadores com a maior média em cada posição, considerando um esquema 4-4-2, recebem o troféu Bola de Prata. O jogador com a maior média é eleito o melhor jogador do campeonato e recebe, desde 1973, a Bola de Ouro. O jogador com mais gols marcados no campeonato recebe, desde 1975, a Bola de Prata de Artilheiro e o melhor jogador jovem recebe, desde 2012, a Bola de Prata de Revelação. A partir de 2016, o melhor treinador passou a ser premiado com o troféu Prancheta de Prata, que em 2017 foi rebatizado para Prêmio Telê Santana. Em duas ocasiões, o prêmio retirou jogadores das avaliações individuais e concedeu a Bola de Prata hors concours: a Pelé, em 1970, a Neymar, em 2012, e a Marta, em 2024.
Considerando todos os prêmios, o recordista do futebol masculino é Zico, com nove prêmios (2× Bolas de Ouro, 5× Bolas de Prata e 2× Artilheiro, todos como meio-campista do Flamengo), seguido por Rogério Ceni, com oito prêmios (1× Bola de Ouro e 7× Bolas de Prata como goleiro do São Paulo e 1× Bola de Prata como treinador do Flamengo). Ceni, em 2005, recebeu um prêmio excepcional honorário intitulado "Conjunto da Obra", em homenagem à sua carreira. Júnior, Renato Gaúcho, Túlio Maravilha, Gabriel Barbosa e Dudu são detentores de 6× Bolas de Prata, seguidos por Falcão, Roberto Dinamite, Careca, Toninho Cerezo, Fred, Elías Figueroa e Ricardo Rocha, com 5× Bolas de Prata. O Palmeiras é o clube que mais vezes venceu (79 prêmios), seguido por Atlético Mineiro (69) e São Paulo (67).

## Criação e organização
A Bola de Prata foi idealizada pelo jornalista franco-brasileiro Michel Laurence (um dos fundadores da revista Placar) e pelo fotógrafo Manoel Costa, inspirados pelo Ballon d'Or, premiação entregue desde 1957 pela revista francesa France Football. A Placar anunciou o prêmio na capa da edição nº 28, de 25 de setembro de 1970, em meio à disputa do Torneio Roberto Gomes Pedrosa de 1970: "Placar vai dar uma Bola de Prata aos melhores do Robertão". 14 jornalistas compuseram a primeira comissão avaliadora, e os jogadores passaram a ser avaliados a partir de 20 de setembro de 1970. As notas e a evolução das médias dos jogadores, em cada posição, passaram a ser divulgadas semanalmente. Na edição nº 31, de 16 outubro de 1970, a revista anunciou que Pelé, do Santos, não participaria da disputa e que receberia uma Bola de Prata hors concours.

## Regulamento

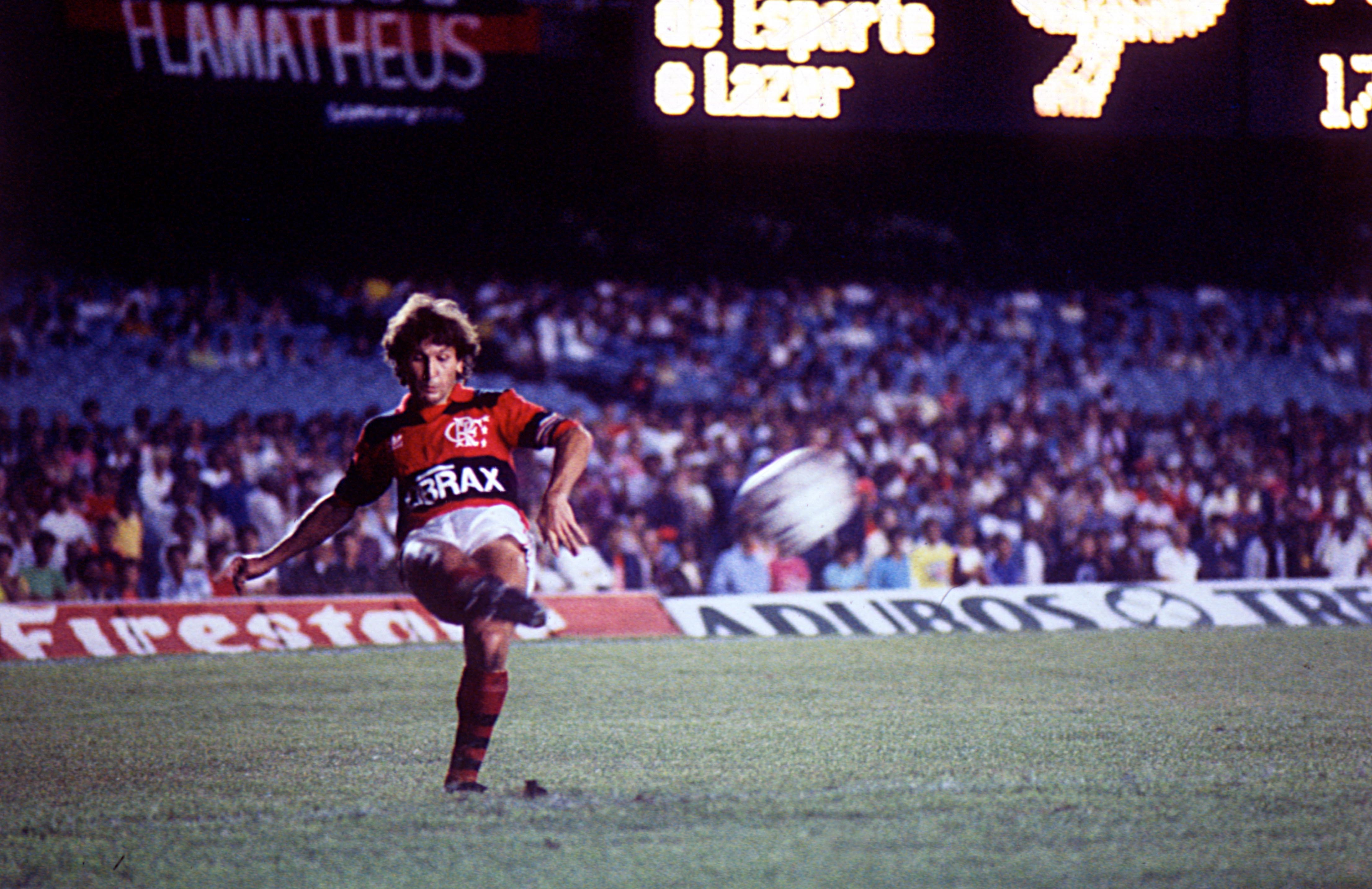
Zico é o recordista da Bola de Prata, com nove prêmios (2× Bolas de Ouro, 5× Bolas de Prata e 2× Artilheiro)

Uma comissão formada por jornalistas da ESPN Brasil assiste a todos os jogos do Campeonato Brasileiro e atribui notas de 0 a 10 para cada jogador e para os treinadores em campo. A partir de 2020, as notas atribuídas pelos jornalistas passaram a corresponder a 60% da nota final de cada jogador, enquanto outros 40% são calculados a partir de um algoritmo desenvolvido pela ESPN, que analisa mais de 100 estatísticas de desempenho dos jogadores em campo; o algoritmo não influencia nas notas dos treinadores, categoria na qual são consideradas apenas as notas dos jornalistas. Os jogadores e treinador com as maiores notas médias ao final da competição (soma de todas as notas, dividida pelo número de partidas disputadas) são escolhidos para a Bola de Prata.
Um jogador só é elegível a receber o prêmio caso dispute pelo menos 19 partidas no campeonato, o equivalente a um turno. Jogadores que deixem seus clubes antes do final do campeonato são desconsiderados da disputa e, caso haja empate nas notas, o prêmio é oferecido ao jogador com mais partidas.
Tradicionalmente, os jogadores são escolhidos considerando um esquema 4-4-2: são escolhidos um goleiro, dois laterais, dois zagueiros, dois volantes, dois meias e dois atacantes. Em 2016, 2017, 2018 e 2019, a premiação considerou o esquema 4-2-3-1 e premiou um meia e três atacantes (dois pontas e um centroavante), mas retornou ao esquema 4-4-2 a partir de 2020.
A primeira edição da Bola de Prata, em 1970, apresentava uma regra especial: Pelé, do Santos, foi considerado hors concours, "proibido" de participar da disputa e recebeu uma Bola de Prata especial. O prêmio hors concours foi repetido em 2012 e entregue a Neymar, do Santos. As regras de avaliação dos jogadores foram alteradas em 1995, para diminuir a quantidade de notas 10, o que ocasionou a diminuição das médias dos jogadores. Na era dos pontos corridos (isto é, desde 2003), apenas quatro jogadores receberam nota 10 da comissão de jornalistas em uma partida: Rogério Ceni, em 2006, pelo São Paulo; Neymar, em 2012, pelo Santos; Giorgian De Arrascaeta, em 2019, pelo Flamengo; e Tiago Volpi, em 2022, pelo São Paulo.

## Seleções de todos os anos

### 1970[24]
Seleção: Picasso (BAH) Humberto Monteiro (CAM), Brito (CRU), Francisco Reyes (FLA), Everaldo (GRE), Zanata (FLA), Dirceu Lopes (CRU), Samarone (FLU), Vaguinho (CAM), Tostão (CRU) e Paulo César Caju (BOT).
Hors Concours: Pelé (SAN)
Artilheiro: Tostão (CRU) - 12 gols

### 1971[25]
Seleção: Edgardo Andrada (VAS), Humberto Monteiro (CAM), Pescuma (CFC), Vantuir (CAM), Carlindo (CEA), Vanderlei Paiva (CAM), Dirceu Lopes (CRU), Rivellino (COR), Antônio Carlos (AFC), Tião Abatiá (CFC) e Edu (SAN)
Bola de Ouro: Dirceu Lopes (CRU) (concedida de forma retroativa em 2013).
Artilheiro: Dadá Maravilha (CAM) - 15 gols

### 1972[27]
Seleção: Leão (PAL), Aranha (REM), Elías Figueroa (INT), Beto Bacamarte (GRE), Marinho Chagas (BOT), Piazza (CRU), Ademir da Guia (PAL), Zé Roberto (CFC), Osni (VIT), Alberi (ABC) e Paulo César Caju (FLA)
Bola de Ouro: Elías Figueroa (INT)
Artilheiro: Dadá Maravilha (CAM) & Pedro Rocha (SPA) - 17 gols

### 1973[28]
Em 1973, a Placar passou a premiar o jogador com a melhor média com a Bola de Ouro. Na primeira edição, o prêmio foi dividido entre dois jogadores, fato que nunca mais voltou a acontecer.
Seleção: Agustín Cejas (SAN), Zé Maria (COR), Atílio Ancheta (GRE), Alfredo Mostarda (PAL), Marinho Chagas (BOT), Pedro Omar (AMG), Pedro Rocha (SPA), Dirceu Lopes (CRU), Zequinha (BOT), Mirandinha (SPA) e Mário Sérgio (VIT)

Bola de Ouro: Agustín Cejas (SAN) e Atílio Ancheta (GRE)
Artilheiro: Ramón (SCZ) - 21 gols

### 1974[30]
Seleção: Joel Mendes (VIT), Louro (FOR), Elías Figueroa (INT), Miguel (VAS), Wladimir (COR), Dudu (PAL), Mário Sérgio (VIT), Zico (FLA), Osni (VIT), Luisinho Lemos (AFC) e Lula (INT)

Bola de Ouro: Zico (FLA)
Artilheiro: Roberto Dinamite (VAS) - 16 gols

### 1975[31]
Em 1975, a Placar passou a premiar com a Bola de Prata também o(s) artilheiro(s) do campeonato.
Seleção: Waldir Peres (SPA), Nelinho (CRU), Elías Figueroa (INT), Amaral (GUA), Marco Antônio (FLU), Falcão (INT), Carpegiani (INT), Zico (FLA), Búfalo Gil (FLU), Palhinha (CRU) e Ziza (GUA)

Bola de Ouro: Waldir Peres (SPA)

Artilheiro: Flávio Minuano (INT) - 16 gols

### 1976[33]
Seleção: Manga (INT), Perivaldo (BAH), Elías Figueroa (INT), Beto Fuscão (GRE), Wladimir (COR), Toninho Cerezo (CAM), Paulo César Caju (FLU), Paulo Isidoro (CAM), Valdomiro (INT), Narciso Doval (FLU) e Lula (INT)
Bola de Ouro: Elías Figueroa (INT)
Artilheiro: Dario (INT) - 28 gols

### 1977[34]
Seleção: Edson Cimento (REM), Zé Maria (COR), Oscar Bernardi (PTP), Polozzi (PTP), Marco Antônio (VAS), Toninho Cerezo (CAM), Adílio (FLA), Zico (FLA), Tarciso (GRE), Reinaldo (CAM) e Paulo César Caju (BOT)
Bola de Ouro: Toninho Cerezo (CAM)
Artilheiro: Reinaldo (CAM) - 28 gols

### 1978[35]
Seleção: Manga (OPE), Rosemiro (PAL), Rondinelli (FLA), Deodoro (CFC), Odirlei (PTP), Caçapava (INT), Falcão (INT), Adílio (FLA), Tarciso (GRE), Paulinho (VAS) e Jésum (BAH)
Bola de Ouro: Falcão (INT)
Artilheiro: Paulinho (VAS) - 13 gols

### 1979[36]
Seleção: João Leite (CAM), Nelinho (CRU), Osmar Guarnelli (CAM), Mauro Galvão (INT), Pedrinho (PAL), Pires (PAL), Falcão (INT), Jorge Mendonça (PAL), Jorginho Putinatti (PAL), Roberto Dinamite (VAS) e Joãozinho (CRU)
Bola de Ouro: Falcão (INT)
Artilheiro: César (AFC) e Roberto César (CRU) - 13 gols

### 1980[37]
Seleção: Carlos (PTP), Nelinho (CRU), Joãozinho (SAN), Luizinho (CAM), Júnior (FLA), Toninho Cerezo (CAM), Batista (INT), Sócrates (COR), Botelho (DES), Baltazar (GRE) e Mário Sérgio (INT)
Bola de Ouro: Toninho Cerezo (CAM)
Artilheiro: Zico (FLA) - 21 gols

### 1981[38]
Seleção: José Benitez (INT), Perivaldo (BOT), Moisés (BNG), Darío Pereyra (SPA), Marinho Chagas (SPA), Zé Mário (PTP), Elói (Inter de Limeira), Paulo Isidoro (GRE), Paulo César (SPA), Roberto Dinamite (VAS) e Mário Sérgio (INT)

Bola de Ouro: Paulo Isidoro (GRE)

Artilheiro: Nunes (FLA) - 16 gols

### 1982[39]
Seleção: Carlos (PTP), Leandro (FLA), Juninho Fonseca (PTP), Edinho (FLU), Wladimir (COR), Batista (GRE), Pita (SAN), Zico (FLA), Lúcio Bala (GUA), Careca (GUA) e Biro-Biro (COR)

Bola de Ouro: Zico (FLA)

Artilheiro: Zico (FLA) - 21 gols

### 1983[40]
Seleção: Roberto Costa (CAP), Nelinho (CAM), Márcio Rossini (SAN), Darío Pereyra (SPA), Júnior (FLA), Dema (SAN), Paulo Isidoro (SAN), Pita (SAN), Jorginho Putinatti (PAL), Reinaldo (CAM) e Éder Aleixo (CAM)

Bola de Ouro: Roberto Costa (CAP)

Artilheiro: Serginho Chulapa (SAN) - 22 gols

### 1984[41]
Seleção: Roberto Costa (VAS), Édson Boaro (COR), Ivan (VAS), Hugo de León (GRE), Júnior (FLA), Pires (VAS), Romerito (FLU), Assis (FLU), Renato Gaúcho (GRE), Roberto Dinamite (VAS) e Tato (FLU)

Bola de Ouro: Roberto Costa (VAS)

Artilheiro: Roberto Dinamite (VAS) - 16 gols

### 1985[42]
Seleção: Rafael Cammarota (CFC), Luiz Carlos Winck (INT), Leandro (FLA), Mauro Galvão (INT), Baby (BNG), Dema (SAN), Alemão (BOT), Rubén Paz (INT), Marinho (BNG), Careca (SPA) e Ado (BNG)

Bola de Ouro: Marinho (BNG)

Artilheiro: Edmar (GUA) - 20 gols

### 1986[43]
Seleção: Gilmar (SPA), Alfinete (JOI), Ricardo Rocha (GUA), Darío Pereyra (SPA), Nelsinho (SPA), Bernardo (SPA), Pita (SPA), Jorginho Putinatti (PAL), Sérgio Araújo (CAM), Careca (SPA) e João Paulo (GUA)

Bola de Ouro: Careca (SPA)

Artilheiro: Careca (SPA) - 25 gols

### 1987[44]
Seleção: Taffarel (INT), Luiz Carlos Winck (INT), Aloísio (INT), Luizinho (CAM), Mazinho (VAS), Norberto (INT), Milton (CFC), Zico (FLA), Renato Gaúcho (FLA), Renato Morungaba (CAM) e Berg (BOT)

Bola de Ouro: Renato Gaúcho (FLA)

Artilheiro: Müller (SPA) - 10 gols

### 1988[45]
Seleção: Tafffarel (INT), Alfinete (GRE), Óscar Aguirregaray (INT), Pereira (BAH), Mazinho (VAS), Paulo Rodrigues (BAH), Adílson Heleno (CRI), Bobô (BAH), Vivinho (VAS), Nílson (INT) e Zinho (FLA)

Bola de Ouro: Taffarel (INT)

Artilheiro: Nílson (INT) - 15 gols

### 1989[46]
Seleção: Gilmar (SPA), Balu (CRU), Ricardo Rocha (SPA), Paulo Sérgio (CAM), Mazinho (VAS), Elzo (PAL), Raí (SPA), Bobô (SPA), Bismarck (VAS), Bizu (NAU) e Túlio (GOI)

Bola de Ouro: Ricardo Rocha (SPA)

Artilheiro: Túlio (GOI) - 11 gols

### 1990[47]
Seleção: Ronaldo (COR), Gil Baiano (BRG), Adílson Batista (CRU), Marcelo Djian (COR), Biro-Biro Ribeiro (BRG), César Sampaio (SAN), Tiba (BRG), Luís Fernando Flores (INT), Renato Gaúcho (FLA), Mazinho Oliveira (BRG) e Careca Bianchesi (PAL)

Bola de Ouro: César Sampaio (SAN) 

Artilheiro: Charles (BAH) - 11 gols

### 1991[48]
Seleção: Marcelo Martelotte (BRG), Gil Baiano (BRG), Márcio Santos (INT), Ricardo Rocha (SPA), Leonardo (SPA), Mauro Silva (BRG), Júnior (FLA), Neto (COR), Mazinho Oliveira (BRG), Túlio (GOI) e Careca Bianchesi (PAL)

Bola de Ouro: Mauro Silva (BRG)

Artilheiro: Paulinho McLaren (SAN) - 15 gols

### 1992[49]
Seleção: Gilberto (SPO), Cafu (SPA), Aílton (SPO), Alexandre Torres (VAS), Válber (BOT), Mauro Silva (BRG), Júnior (FLA), Zinho (FLA), Renato Gaúcho (BOT), Bebeto (VAS) e Nélio (FLA)

Bola de Ouro: Júnior (FLA)

Artilheiro: Bebeto (VAS) - 18 gols

### 1993[50]
Seleção: Dida (VIT), Cafu (SPA), Antônio Carlos (PAL), Ricardo Rocha (SAN), Roberto Carlos (PAL), César Sampaio (PAL), Djalminha (GUA), Roberto Cavalo (VIT), Edmundo (PAL), Alex Alves (VIT) e Rivaldo (COR)

Bola de Ouro: César Sampaio (PAL)

Artilheiro: Guga (SAN) - 15 gols

### 1994[51]
Seleção: Ronaldo (COR), Pavão (SPA), Cléber (PAL), Jorge Luiz (GUA), Roberto Carlos (PAL), Zé Elias (COR), Zinho (PAL), Rivaldo (PAL), Amoroso (GUA), Marcelinho Carioca (COR) e Luizão (GUA)

Bola de Ouro: Amoroso (GUA)

Artilheiro: Túlio (BOT) e Amoroso (GUA) - 19 gols

### 1995[52]
Seleção: Wágner (BOT), Zé Maria (POR), Carlos Gamarra (INT), Andrei (JUV), Marcos Adriano (SAN), Leandro Ávila (BOT), Jamelli (SAN), Giovanni (SAN), Donizete (BOT), Túlio (BOT) e Renato Gaúcho (FLU)

Bola de Ouro: Giovanni (SAN)

Artilheiro: Túlio (BOT) - 23 gols

### 1996[53]
Seleção: Dida (CRU), Alberto Valentim (CAP), Carlos Gamarra (INT), Adílson Batista (GRE), Zé Roberto (POR), Ricardinho (CRU), Luís Carlos Goiano (GRE), Djalminha (PAL), Rodrigo Fabri (POR), Paulo Nunes (GRE) e Renaldo (CAM)

Bola de Ouro: Djalminha (PAL)

Artilheiro: Paulo Nunes (GRE) e Renaldo (CAM) - 16 gols

### 1997[54]
Seleção: Carlos Germano (VAS), Zé Carlos (SPA), Júnior Baiano (FLA), Mauro Galvão (VAS), Dedê (CAM), Doriva (CAM), Fernando (INT), Zinho (PAL), Rodrigo Fabri (POR), Edmundo (VAS) e Müller (SAN)

Bola de Ouro: Edmundo (VAS)

Artilheiro: Edmundo (VAS) - 29 gols

### 1998[55]
Seleção: Dida (CRU), Francisco Arce (PAL), Carlos Gamarra (COR), Marcelo Djian (CRU), Júnior Nagata (PAL), Narciso (SAN), Vampeta (COR), Jackson (SPO), Valdo (CRU), Edílson (COR) e Fábio Júnior (CRU)

Bola de Ouro: Edílson (COR)

Artilheiro: Viola (SAN) - 21 gols

### 1999[56]
Seleção: Dida (COR), Bruno (CAM), Roque Júnior (PAL), Caçapa (CAM), Leandro (VIT), Freddy Rincón (COR), Vampeta (COR), Belletti (CAM), Marcelinho Carioca (COR), Marques (CAM) e Guilherme (CAM)

Bola de Ouro: Marcelinho Carioca (COR)

Artilheiro: Guilherme (CAM) - 28 gols

### 2000[57]
Seleção: Rogério Ceni (SPA), Francisco Arce (PAL), Cris (CRU), Lúcio (INT), Juan Pablo Sorín (CRU), Mineiro (PTP), Ricardinho (CRU), Juninho Paulista (VAS), Juninho Pernambucano (VAS), Ronaldinho Gaúcho (GRE) e Romário (VAS)

Bola de Ouro: Romário (VAS)

Artilheiro: Dill (GOI), Magno Alves (FLU) e Romário (VAS) - 20 gols

### 2001[58]
Seleção: Emerson (BAH), Francisco Arce (PAL), Daniel (SCT), Gustavo (CAP), Léo (SAN), Simão (SCT), Preto Casagrande (BAH), Kléberson (CAP), Roger (FLU), Marques (CAM) e Alex Mineiro (CAP)

Bola de Ouro: Alex Mineiro (CAP)

Artilheiro: Romário (VAS) - 21 gols

### 2002[59]
Seleção: Diego (JUV), Mancini (CAM), Alex (SAN), Fábio Luciano (COR), Athirson (FLA), Tinga (GRE), Fábio Simplício (SPA), Ramon (VAS), Kaká (SPA), Robinho (SAN) e Gil (COR)

Bola de Ouro: Kaká (SPA)

Artilheiro: Rodrigo Fabri (GRE) e Luís Fabiano (SPA) - 19 gols

### 2003[60]
Seleção: Rogério Ceni (SPA), Maurinho (CRU), Alex (SAN), Fabão (GOI), Léo (SAN), Claudio Maldonado (CRU), Renato (SAN), Alex (CRU), Marcelinho Carioca (VAS), Grafite (GOI) e Luís Fabiano (SPA)

Bola de Ouro: Alex (CRU)

Artilheiro: Dimba (GOI) - 31 gols

### 2004[61]
Seleção: Rogério Ceni (SPA), Paulo Baier (GOI), Diego Lugano (SPA), Rodrigo (SPA), Léo (SAN), Mineiro (SCT), Magrão (PAL), Ricardinho (SAN), Dejan Petković (VAS), Robinho (SAN) e Washington (CAP)

Bola de Ouro: Robinho (SAN)

Artilheiro: Washington (CAP) - 34 gols

### 2005[62]
Seleção: Fábio Costa (COR), Cicinho (SPA), Diego Lugano (SPA), Carlos Gamarra (PAL), Jadílson (GOI), Marcelo Mattos (COR), Mineiro (SPA), Dejan Petković (FLU), Juninho Paulista (PAL), Carlos Tévez (COR) e Rafael Sóbis (INT)

Bola de Ouro: Carlos Tévez (COR)

Artilheiro: Romário (VAS) - 22 gols

### 2006[63]
Seleção: Rogério Ceni (SPA), Ilsinho (SPA), Fabão (SPA), Índio (INT), Kléber (SAN), Lucas Leiva (GRE), Mineiro (SPA), Wagner (CRU), Zé Roberto (BOT), Fernandão (INT) e Aloísio (SPA)

Bola de Ouro: Lucas Leiva (GRE)

Artilheiro: Souza (GOI) - 17 gols

### 2007[64]
(Detalhes)
Seleção: Rogério Ceni (SPA), Léo Moura (FLA), Breno (SPA), Thiago Silva (FLU), Kléber (SAN), Richarlyson (SPA), Hernanes (SPA), Thiago Neves (FLU), Jorge Valdivia (PAL), Leandro Amaral (VAS) e Alberto Acosta (NAU)

Bola de Ouro: Thiago Neves (FLU)

Artilheiro: Josiel (PAR) - 20 gols

### 2008[65]
(Detalhes)
Seleção: Rogério Ceni (SPA), Vítor (GOI), André Dias (SPA), Miranda (SPA), Juan (FLA), Ramires (CRU), Hernanes (SPA), Tcheco (GRE), Wagner (CRU), Nilmar (INT) e Borges (SPA)

Bola de Ouro: Rogério Ceni (SPA)

Artilheiros: Washington (FLU), Keirrison (CFC), Kléber Pereira (SAN) - 21 gols

### 2009[66]
Seleção: Victor (GRE), Jonathan (CRU), André Dias (SPA), Miranda (SPA), Kléber (INT), Pablo Guiñazú (INT), Pierre (PAL), Dejan Petković (FLA), Marcelinho Paraíba (CFC), Adriano Imperador (FLA) e Diego Tardelli (CAM)

Bola de Ouro: Adriano Imperador (FLA)

Artilheiros: Diego Tardelli (CAM) e Adriano Imperador (FLA) - 19 gols

### 2010[67]
(Detalhes)
Seleção: Fábio (CRU), Mariano (FLU), Alex Silva (SPA), Chicão (COR), Roberto Carlos (COR), Elias (COR), Jucilei (COR), Darío Conca (FLU), Walter Montillo (CRU), Jonas (GRE) e Neymar (SAN)

Bola de Ouro: Darío Conca (FLU)

Artilheiro: Jonas (GRE) - 23 gols

### 2011[69]
(Detalhes)
Seleção: Fernando Prass (VAS), Mário Fernandes (GRE), Dedé (VAS), Paulo André (COR), Juninho (FIG), Marcos Assunção (PAL), Paulinho (COR), Ronaldinho Gaúcho (FLA), Walter Montillo (CRU), Fred (FLU) e Neymar (SAN)

Bola de Ouro: Neymar (SAN)

Artilheiro: Borges (SAN) - 23 gols

### 2012[71]
(Detalhes)
Seleção: Diego Cavalieri (FLU), Marcos Rocha (CAM), Leonardo Silva (CAM), Réver (CAM), Carlinhos (FLU), Ralf (COR), Paulinho (COR), Zé Roberto (GRE), Ronaldinho Gaúcho (CAM), Lucas Moura (SPA) e Fred (FLU)

Hors Concours: Neymar (SAN)

Bola de Ouro: Ronaldinho Gaúcho (CAM)

Artilheiro: Fred (FLU) - 20 gols

Revelação: Bernard (CAM)

### 2013[72]
(Detalhes)
Seleção: Fábio (CRU), Mayke (CRU), Dedé (CRU), Rodrigo (GOI), Alex Telles (GRE), Elias (FLA), Nilton (CRU), Clarence Seedorf (BOT), Éverton Ribeiro (CRU), Diego Tardelli (CAM) e Walter (GOI) 

Bola de Ouro: Éverton Ribeiro (CRU)

Artilheiro: Éderson (CAP) - 21 gols

### 2014[73]
(Detalhes)
Seleção: Marcelo Grohe (GRE), Marcos Rocha (CAM), Gil (COR), Rafael Tolói (SPA), Zé Roberto (GRE), Charles Aránguiz (INT), Lucas Silva (CRU), Ricardo Goulart (CRU), Ganso (SPA), Diego Tardelli (CAM) e Paolo Guerrero (COR)

Bola de Ouro: Ricardo Goulart (CRU)

Artilheiro: Fred (FLU) - 18 gols

### 2015[74]
Seleção: Marcelo Grohe (GRE), Rafael Galhardo (GRE), Gil (COR), Pedro Geromel (GRE), Douglas Santos (CAM), Elias (COR), Rafael Carioca (CAM), Renato Augusto (COR), Jadson (COR), Luan (GRE), Lucas Pratto (CAM)

Conjunto da Obra: Rogério Ceni (SPA)

Bola de Ouro: Renato Augusto (COR)

Artilheiro e Chuteira de Ouro: Ricardo Oliveira (SAN) - 20 gols

Revelação: Gabriel Barbosa  (SAN)

### 2016[75]
Seleção: Jailson  (PAL), Jean  (PAL), Pedro Geromel  (GRE), Réver  (FLA), Fábio Santos  (CAM), Willian Arão  (FLA), Tchê Tchê  (PAL), Moisés Lima  (PAL), Dudu  (PAL), Robinho  (CAM), Gabriel Jesus  (PAL) 

Bola de Ouro: Gabriel Jesus  (PAL) 
Artilheiro e Chuteira de Ouro: Fred (CAM), William Pottker (PTP)  e Diego Souza (SPO) - 14 gols
Futebol feminino: Formiga  (JOS) 
Prancheta de Prata: Cuca  (PAL) 
Especial: Chapecoense

### 2017[77]
Seleção: Vanderlei  (SAN), Fagner  (COR), Pedro Geromel  (GRE), Fabián Balbuena  (COR), Thiago Carleto  (CFC), Michel  (GRE), Hernanes  (SPA), Luan  (GRE), Thiago Neves  (CRU), Dudu  (PAL), Jô  (COR) 
Bola de Ouro: Jô  (COR)
Artilheiro e Chuteira de Ouro: Jô  (COR)  e Henrique Dourado  (FLU) - 18 gols
Futebol feminino: Sole Jaimes  (SAN) 
Prêmio Telê Santana: Fábio Carille  (COR) 

### 2018[78]
Seleção: Weverton  (PAL), Mayke  (PAL), Pedro Geromel  (GRE), Víctor Cuesta  (INT), Renê  (FLA), Rodrigo Dourado  (INT), Bruno Henrique  (PAL), Lucas Paquetá (FLA), Everton Cebolinha  (GRE), Dudu  (PAL), Gabriel Barbosa  (SAN)
Bola de Ouro: Dudu  (PAL)
Artilheiro e Chuteira de Ouro: Gabriel Barbosa  (SAN) - 18 gols
Prêmio Telê Santana: Luiz Felipe Scolari  (PAL)
Gol mais bonito: Wescley  (CEA)
Melhor árbitro: Rafael Traci

### 2019[79]
Seleção: Diego Alves  (FLA), Rafinha  (FLA), Gustavo Gómez  (PAL),  Lucas Veríssimo  (SAN), Jorge  (SAN), Willian Arão  (FLA), Gerson  (FLA), Giorgian De Arrascaeta  (FLA), Bruno Henrique  (FLA), Dudu  (PAL), Gabriel Barbosa  (FLA)
Bola de Ouro: Gabriel Barbosa  (FLA)
Artilheiro e Chuteira de Ouro: Gabriel Barbosa  (FLA) - 25 gols
Prêmio Telê Santana: Jorge Jesus  (FLA)
Gol mais bonito: Giorgian De Arrascaeta  (FLA)
Revelação: Michael  (GOI)
Prêmio espnW: Millene   (COR) 

### 2020[80]
Seleção: Weverton  (PAL), Mauricio Isla  (FLA), Gustavo Gómez  (PAL),  Junior Alonso  (CAM), Guilherme Arana  (CAM), Edenílson  (INT), Gerson  (FLA), Giorgian De Arrascaeta  (FLA), Claudinho  (RBB), Luciano  (SPA), Marinho  (SAN)
Bola de Ouro: Claudinho  (RBB)
Artilheiro e Chuteira de Ouro: Claudinho  (RBB)  e Luciano  (SPA) - 18 gols
Melhor treinador: Rogério Ceni  (FLA)
Gol mais bonito: Martín Benítez  (VAS)
Revelação: Claudinho  (RBB)
Prêmio espnW: Julia Bianchi  (KIN) 

### 2021[81]
Em 2021, o Bola de Prata também começou a premiar as jogadoras e um treinador ou treinadora do Brasileirão Feminino em categorias nos mesmos moldes do masculino, diferentemente do que era feito nos anos anteriores, em que somente uma jogadora considerada destaque do campeonato recebia um prêmio.

### Premiação masculina[83]
Seleção: Éverson  (CAM), Mariano  (CAM), Léo Ortiz  (RBB),  Junior Alonso  (CAM), Guilherme Arana  (CAM), Edenílson  (INT), Jair  (CAM), Raphael Veiga  (PAL), Nacho Fernández  (CAM), Artur  (RBB), Hulk  (CAM)
Bola de Ouro: Hulk  (CAM)
Artilheiro e Chuteira de Ouro: Hulk  (CAM)  - 19 gols
Melhor treinador: Cuca  (CAM)
Gol mais bonito: Andreas Pereira  (FLA)
Revelação: Matías Zaracho  (CAM)

### Premiação feminina[84]
Seleção: Luciana  (AFE), Bruna Calderan  (PAL), Érika  (COR), Agustina (PAL), Yasmim  (COR), Vic Albuquerque  (COR), Andressinha  (COR), Carol Nogueira  (SPA),  Tamires  (COR), Gabi Nunes (COR), Bia Zaneratto  (PAL) 
Bola de Ouro: Bia Zaneratto  (PAL) 
 Artilheira e Chuteira de Ouro: Bia Zaneratto  (PAL) – 13 gols
 Melhor treinador: Arthur Elias (COR) 
 Gol mais bonito: Gabi Zanotti  (COR) 
 Revelação: Bruninha  (SAN)

### Outras premiações
Prêmio Reflexões: Reinaldo

### Premiação masculina[86]
Seleção: Cássio  (COR), Marcos Rocha  (PAL), Gustavo Gómez  (PAL),  Murilo Cerqueira  (PAL), Joaquín Piquerez  (PAL), André  (FLU), Zé Rafael  (PAL), Giorgian De Arrascaeta  (FLA), Gustavo Scarpa  (PAL), Germán Cano  (FLU), Dudu  (PAL)
Bola de Ouro: Gustavo Scarpa  (PAL)
Chuteira de Ouro: Germán Cano  (FLU)  - 26 gols
Melhor treinador: Abel Ferreira  (PAL)
Gol mais bonito: Róger Guedes  (COR)
Revelação: Du Queiroz  (COR)

### Premiação feminina[87]
Seleção: Lelê  (COR), Fê Palermo  (SPFC), Andressa  (COR), Bruna Benites (INT), Tamires  (COR), Diany  (COR), Júlia Bianchi  (PAL), Gabi Zanotti  (COR),  Duda  (INT), Bia Zaneratto (PAL), Adriana Leal da Silva  (COR) 
Bola de Ouro: Adriana Leal da Silva  (COR) 
Artilheira e Chuteira de Ouro: Cristiane Rozeira  (SAN) - 13 gols
Melhor treinador: Arthur Elias (COR) 
Gol mais bonito: Patrícia Sochor  (PAL) 
Revelação: Tarciane  (COR)

### Outras premiações
Prêmio Reflexões: Grazi

### Premiação masculina[89]
Seleção: Weverton  (PAL), Mayke  (PAL), Murilo Cerqueira  (PAL),  Adryelson  (BOT), Joaquín Piquerez  (PAL), Mathías Villasanti  (GRE), Erick Pulgar  (FLA), Giorgian De Arrascaeta  (FLA), Raphael Veiga  (PAL), Luis Suárez  (GRE), Hulk  (CAM)
Bola de Ouro: Luis Suárez  (GRE)
Chuteira de Ouro: Paulinho  (CAM)  - 20 gols
Melhor treinador: Abel Ferreira  (PAL)
Gol mais bonito: Endrick  (PAL)
Revelação: Endrick  (PAL)

### Premiação feminina[90]
Seleção: Luciana  (AFE), Kati  (COR), Luana  (AFE), Day Silva (AFE), Yasmim  (COR), Luana Bertolucci  (COR), Brena  (SAN), Duda Sampaio  (COR),  Vic Albuquerque  (COR), Jheniffer (COR), Aline Gomes  (AFE) 
Bola de Ouro: Aline Gomes  (AFE) 
Artilheira e Chuteira de Ouro: Amanda Gutierres  (PAL) - 13 gols
Melhor treinador: Arthur Elias (COR) 
Gol mais bonito: Vanessinha  (CRU) 
Revelação: Aline Gomes  (AFE)

### Premiação masculina[89]
Seleção: John (BOT), William Furtado (CRU), Bastos (BOT), Gustavo Gómez (PAL), Alexandro Bernabei (INT), Marlon Freitas (BOT), Rodrigo Garro (COR), Jefferson Savarino (BOT), Alan Patrick (INT), Estêvão (PAL), Luiz Henrique (BOT)
Bola de Ouro: Estêvão (PAL)
Chuteira de Ouro: Yuri Alberto (COR) e Alerrandro (VIT)  - 15 gols
Melhor treinador: Artur Jorge (BOT)
Gol mais bonito: Alerrandro (VIT)
Revelação: Estêvão (PAL)

### Premiação feminina[90]
Seleção: Carlinha (SPA), Kati (AFE), Luana (AFE), Arias (COR), Tamires (COR), Vitória Yaya (COR), Vic Albuquerque (COR), Micaelly (AFE), Duda Sampaio  (COR), Gabi Portilho (COR), Amanda Gutierres (PAL) 
Bola de Ouro: Vic Albuquerque (COR) 
Artilheira e Chuteira de Ouro: Amanda Gutierres  (PAL) - 16 gols
Melhor treinador: Lucas Piccinato (COR) 
Gol mais bonito: Bia Menezes (SPA) 
Revelação: Leticia Monteiro (INT)

### Outras premiações
Prêmio Reflexões: Emerson Ferretti

Hors Concours: Marta

## Clubes que mais venceram
Atualizado até a premiação referente a 2024
| Posição | Clube                  | Hors Concours | Bola de Ouro | Bola de Prata | Artilheiro | Revelação | Melhor Técnico | Gol mais bonito | Especial | Total |
| ------- | ---------------------- | ------------- | ------------ | ------------- | ---------- | --------- | -------------- | --------------- | -------- | ----- |
| 1º      | Palmeiras              | 0             | 6            | 65            | 0          | 2         | 4              | 1               | 0        | 78    |
| 2º      | Atlético Mineiro       | 0             | 4            | 53            | 8          | 2         | 1              | 0               | 0        | 68    |
| 3º      | São Paulo              | 0             | 5            | 57            | 4          | 0         | 0              | 0               | 1        | 67    |
| 4º      | Flamengo               | 0             | 6            | 48            | 5          | 0         | 2              | 2               | 0        | 63    |
| 5º      | Corinthians            | 0             | 5            | 47            | 2          | 1         | 1              | 1               | 0        | 57    |
| 6º      | Internacional          | 0             | 5            | 47            | 3          | 0         | 0              | 0               | 0        | 55    |
| 7º      | Santos                 | 2             | 5            | 34            | 8          | 1         | 0              | 0               | 0        | 50    |
| 8º      | Cruzeiro               | 0             | 4            | 41            | 1          | 0         | 0              | 0               | 0        | 46    |
| 9º      | Grêmio                 | 0             | 4            | 38            | 3          | 0         | 0              | 0               | 0        | 45    |
| 10º     | Vasco da Gama          | 0             | 3            | 29            | 7          | 0         | 0              | 1               | 0        | 40    |
| 11º     | Fluminense             | 0             | 2            | 22            | 6          | 0         | 0              | 0               | 0        | 30    |
| 12º     | Botafogo               | 0             | 0            | 22            | 2          | 0         | 1              | 0               | 0        | 25    |
| 13º     | Bragantino             | 0             | 2            | 12            | 1          | 1         | 0              | 0               | 0        | 16    |
| 14º     | Goiás                  | 0             | 0            | 9             | 4          | 1         | 0              | 0               | 0        | 14    |
| 15º     | Guarani                | 0             | 1            | 10            | 2          | 0         | 0              | 0               | 0        | 13    |
| 16º     | Vitória                | 0             | 0            | 9             | 1          | 0         | 0              | 1               | 0        | 11    |
| 17º     | Athletico Paranaense   | 0             | 2            | 6             | 2          | 0         | 0              | 0               | 0        | 10    |
| 18º     | Bahia                  | 0             | 0            | 8             | 1          | 0         | 0              | 0               | 0        | 9     |
| 18º     | Coritiba               | 0             | 0            | 8             | 1          | 0         | 0              | 0               | 0        | 9     |
| 18º     | Ponte Preta            | 0             | 0            | 8             | 1          | 0         | 0              | 0               | 0        | 9     |
| 21º     | Bangu                  | 0             | 1            | 4             | 0          | 0         | 0              | 0               | 0        | 5     |
| 22º     | Portuguesa             | 0             | 0            | 4             | 0          | 0         | 0              | 0               | 0        | 4     |
| 23º     | Sport                  | 0             | 0            | 3             | 1          | 0         | 0              | 0               | 0        | 4     |
| 24º     | São Caetano            | 0             | 0            | 3             | 0          | 0         | 0              | 0               | 0        | 3     |
| 25º     | America                | 0             | 0            | 2             | 1          | 0         | 0              | 0               | 0        | 3     |
| 26º     | Juventude              | 0             | 0            | 2             | 0          | 0         | 0              | 0               | 0        | 2     |
| 26º     | Náutico                | 0             | 0            | 2             | 0          | 0         | 0              | 0               | 0        | 2     |
| 26º     | Remo                   | 0             | 0            | 2             | 0          | 0         | 0              | 0               | 0        | 2     |
| 29º     | Ceará                  | 0             | 0            | 1             | 0          | 0         | 0              | 1               | 0        | 2     |
| 30º     | ABC                    | 0             | 0            | 1             | 0          | 0         | 0              | 0               | 0        | 1     |
| 30º     | América Mineiro        | 0             | 0            | 1             | 0          | 0         | 0              | 0               | 0        | 1     |
| 30º     | Criciúma               | 0             | 0            | 1             | 0          | 0         | 0              | 0               | 0        | 1     |
| 30º     | Desportiva Ferroviária | 0             | 0            | 1             | 0          | 0         | 0              | 0               | 0        | 1     |
| 30º     | Figueirense            | 0             | 0            | 1             | 0          | 0         | 0              | 0               | 0        | 1     |
| 30º     | Fortaleza              | 0             | 0            | 1             | 0          | 0         | 0              | 0               | 0        | 1     |
| 30º     | Inter de Limeira       | 0             | 0            | 1             | 0          | 0         | 0              | 0               | 0        | 1     |
| 30º     | Joinville              | 0             | 0            | 1             | 0          | 0         | 0              | 0               | 0        | 1     |
| 30º     | Operário-MS            | 0             | 0            | 1             | 0          | 0         | 0              | 0               | 0        | 1     |
| 39º     | Paraná                 | 0             | 0            | 0             | 1          | 0         | 0              | 0               | 0        | 1     |
| 40º     | Chapecoense            | 0             | 0            | 0             | 0          | 0         | 0              | 0               | 1        | 1     |

## Jogadores que mais venceram
| Posição | Jogador                | Hors Concours | Bola de Ouro | Bola de Prata | Artilheiro | Revelação | Total |
| ------- | ---------------------- | ------------- | ------------ | ------------- | ---------- | --------- | ----- |
| 1º      | Zico                   | 0             | 2            | 5             | 2          | 0         | 9     |
| 2º      | Rogério Ceni           | 0             | 1            | 7             | 0          | 0         | 8     |
| 3º      | Júnior                 | 0             | 1            | 5             | 0          | 0         | 6     |
| 3º      | Renato Gaúcho          | 0             | 1            | 5             | 0          | 0         | 6     |
| 3º      | Dudu                   | 0             | 1            | 5             | 0          | 0         | 6     |
| 6º      | Gabriel Barbosa        | 0             | 1            | 2             | 2          | 1         | 6     |
| 7º      | Túlio Maravilha        | 0             | 0            | 3             | 3          | 0         | 6     |
| 8º      | Falcão                 | 0             | 2            | 3             | 0          | 0         | 5     |
| 8º      | Toninho Cerezo         | 0             | 2            | 3             | 0          | 0         | 5     |
| 10º     | Elías Figueroa         | 0             | 1            | 4             | 0          | 0         | 5     |
| 10º     | Ricardo Rocha          | 0             | 1            | 4             | 0          | 0         | 5     |
| 12º     | Careca                 | 0             | 1            | 3             | 1          | 0         | 5     |
| 13º     | Roberto Dinamite       | 0             | 0            | 3             | 2          | 0         | 5     |
| 14º     | Fred                   | 0             | 0            | 2             | 3          | 0         | 5     |
| 15º     | Neymar                 | 1             | 1            | 2             | 0          | 0         | 4     |
| 16º     | César Sampaio          | 0             | 2            | 2             | 0          | 0         | 4     |
| 16º     | Roberto Costa          | 0             | 2            | 2             | 0          | 0         | 4     |
| 18º     | Dirceu Lopes           | 0             | 1            | 3             | 0          | 0         | 4     |
| 18º     | Marcelinho Carioca     | 0             | 1            | 3             | 0          | 0         | 4     |
| 18º     | Paulo Isidoro          | 0             | 1            | 3             | 0          | 0         | 4     |
| 18º     | Ronaldinho Gaúcho      | 0             | 1            | 3             | 0          | 0         | 4     |
| 22º     | Edmundo                | 0             | 1            | 2             | 1          | 0         | 4     |
| 23º     | Romário                | 0             | 1            | 1             | 2          | 0         | 4     |
| 24º     | Claudinho              | 0             | 1            | 1             | 1          | 1         | 4     |
| 25º     | Carlos Gamarra         | 0             | 0            | 4             | 0          | 0         | 4     |
| 25º     | Gustavo Gómez          | 0             | 0            | 4             | 0          | 0         | 4     |
| 25º     | Dida                   | 0             | 0            | 4             | 0          | 0         | 4     |
| 25º     | Mário Sérgio           | 0             | 0            | 4             | 0          | 0         | 4     |
| 25º     | Mineiro                | 0             | 0            | 4             | 0          | 0         | 4     |
| 25º     | Nelinho                | 0             | 0            | 4             | 0          | 0         | 4     |
| 25º     | Paulo César Caju       | 0             | 0            | 4             | 0          | 0         | 4     |
| 25º     | Pedro Geromel          | 0             | 0            | 4             | 0          | 0         | 4     |
| 25º     | Giorgian De Arrascaeta | 0             | 0            | 4             | 0          | 0         | 4     |
| 33º     | Diego Tardelli         | 0             | 0            | 3             | 1          | 0         | 4     |
| 34º     | Francisco Arce         | 0             | 0            | 3             | 0          | 1         | 4     |

 Em casos de empate no total de prêmios, há o desempate pela ordem de importância: Hors concurs, Bola de Ouro, Bola de Prata, Artilheiro e Revelação.
 Em negrito são jogadores que ainda estão em atividade.

## Jogadores estrangeiros
| País          | Jogador/Jogadora       | Hors Concours | Bola de Ouro | Bola de Prata | Artilheiro | Revelação | Gol mais bonito | Total |
| ------------- | ---------------------- | ------------- | ------------ | ------------- | ---------- | --------- | --------------- | ----- |
| Angola        | Bastos                 | 0             | 0            | 1             | 0          | 0         | 0               | 1     |
| Argentina     | Edgardo Andrada        | 0             | 0            | 1             | 0          | 0         | 0               | 1     |
| Argentina     | Martín Benítez         | 0             | 0            | 0             | 0          | 0         | 1               | 1     |
| Argentina     | Agustín Cejas          | 0             | 1            | 1             | 0          | 0         | 0               | 2     |
| Argentina     | Darío Conca            | 0             | 1            | 1             | 0          | 0         | 0               | 2     |
| Argentina     | Rodrigo Garro          | 0             | 0            | 1             | 0          | 0         | 0               | 1     |
| Argentina     | Víctor Cuesta          | 0             | 0            | 1             | 0          | 0         | 0               | 1     |
| Argentina     | Narciso Doval          | 0             | 0            | 1             | 0          | 0         | 0               | 1     |
| Argentina     | Ignacio Fernández      | 0             | 0            | 1             | 0          | 0         | 0               | 1     |
| Argentina     | Pablo Guiñazú          | 0             | 0            | 1             | 0          | 0         | 0               | 1     |
| Argentina     | Walter Montillo        | 0             | 0            | 2             | 0          | 0         | 0               | 2     |
| Argentina     | Lucas Pratto           | 0             | 0            | 1             | 0          | 0         | 0               | 1     |
| Argentina     | Juan Pablo Sorín       | 0             | 0            | 1             | 0          | 0         | 0               | 1     |
| Argentina     | Carlos Tévez           | 0             | 1            | 1             | 0          | 0         | 0               | 2     |
| Argentina     | Matías Zaracho         | 0             | 0            | 0             | 0          | 1         | 0               | 1     |
| Argentina     | Agustina Barroso       | 0             | 0            | 1             | 0          | 0         | 0               | 1     |
| Argentina     | Germán Cano            | 0             | 0            | 1             | 1          | 0         | 0               | 2     |
| Chile         | Charles Aránguiz       | 0             | 0            | 1             | 0          | 0         | 0               | 1     |
| Chile         | Elías Figueroa         | 0             | 1            | 4             | 0          | 0         | 0               | 5     |
| Chile         | Mauricio Isla          | 0             | 0            | 1             | 0          | 0         | 0               | 1     |
| Chile         | Claudio Maldonado      | 0             | 0            | 1             | 0          | 0         | 0               | 1     |
| Chile         | Erick Pulgar           | 0             | 0            | 1             | 0          | 0         | 0               | 1     |
| Chile         | Jorge Valdivia         | 0             | 0            | 1             | 0          | 0         | 0               | 1     |
| Colômbia      | Freddy Rincón          | 0             | 0            | 1             | 0          | 0         | 0               | 1     |
| Paraguai      | Junior Alonso          | 0             | 0            | 2             | 0          | 0         | 0               | 2     |
| Paraguai      | Francisco Arce         | 0             | 0            | 3             | 0          | 1         | 0               | 3     |
| Paraguai      | Carlos Gamarra         | 0             | 0            | 4             | 0          | 0         | 0               | 4     |
| Paraguai      | Romerito               | 0             | 0            | 1             | 0          | 0         | 0               | 1     |
| Paraguai      | Fabián Balbuena        | 0             | 0            | 1             | 0          | 0         | 0               | 1     |
| Paraguai      | Gustavo Gómez          | 0             | 0            | 4             | 0          | 0         | 0               | 4     |
| Paraguai      | Mathías Villasanti     | 0             | 0            | 1             | 0          | 0         | 0               | 1     |
| Peru          | Paolo Guerrero         | 0             | 0            | 1             | 0          | 0         | 0               | 1     |
| Sérvia        | Dejan Petković         | 0             | 0            | 3             | 0          | 0         | 0               | 3     |
| Países Baixos | Clarence Seedorf       | 0             | 0            | 1             | 0          | 0         | 0               | 1     |
| Uruguai       | Alberto Acosta         | 0             | 0            | 1             | 0          | 0         | 0               | 1     |
| Uruguai       | Óscar Aguirregaray     | 0             | 0            | 1             | 0          | 0         | 0               | 1     |
| Uruguai       | Atílio Ancheta         | 0             | 1            | 1             | 0          | 0         | 0               | 2     |
| Uruguai       | Dario Pereyra          | 0             | 0            | 3             | 0          | 0         | 0               | 3     |
| Uruguai       | Giorgian De Arrascaeta | 0             | 0            | 4             | 0          | 0         | 1               | 5     |
| Uruguai       | Hugo De León           | 0             | 0            | 1             | 0          | 0         | 0               | 1     |
| Uruguai       | Diego Lugano           | 0             | 0            | 2             | 0          | 0         | 0               | 2     |
| Uruguai       | Pedro Rocha            | 0             | 0            | 1             | 0          | 0         | 0               | 1     |
| Uruguai       | Rubén Paz              | 0             | 0            | 1             | 0          | 0         | 0               | 1     |
| Uruguai       | Joaquín Piquerez       | 0             | 0            | 2             | 0          | 0         | 0               | 2     |
| Uruguai       | Luis Suárez            | 0             | 1            | 1             | 0          | 0         | 0               | 2     |
| Venezuela     | Jefferson Savarino     | 0             | 0            | 1             | 0          | 0         | 0               | 1     |

Em negrito são jogadores e jogadoras que ainda estão em atividade.

## Maiores médias
Quando o prêmio surgiu, em 1970, as médias finais não eram divulgadas. "Se tiver que chiar, que chie agora", dizia o texto dos premiados no Robertão, na edição 41 de Placar. Ainda nessa fase, as notas 10 eram dadas sem cerimônia: em 1971, por exemplo, 37 jogadores receberam a premiação máxima — somente o goleiro Andrada recebeu a nota máxima cinco vezes. Pensando em evitar abusos e exageros, a partir de 1995 a nota dos jogadores passou a ser supervisionada pela redação da revista.
Atualizado até a premiação referente a 2019
De 1970 a 1995
| Jogador           | Clube         | Ano  | Média |
| ----------------- | ------------- | ---- | ----- |
| 1º Falcão         | Internacional | 1979 | 9,20  |
| 2º Zico           | Flamengo      | 1974 | 8,74  |
| 3º Zico           | Flamengo      | 1982 | 8,68  |
| 4º Figueroa       | Internacional | 1972 | 8,61  |
| 5º Toninho Cerezo | Atlético      | 1977 | 8,56  |

De 1995 em diante
| Jogador            | Clube       | Ano  | Média |
| ------------------ | ----------- | ---- | ----- |
| 1º Gabriel Barbosa | Flamengo    | 2019 | 7,30  |
| 2º Neymar          | Santos      | 2012 | 7,12  |
| 3º Arrascaeta      | Flamengo    | 2019 | 7,03  |
| 4º Giovanni        | Santos      | 1995 | 6,96  |
| 5º Edílson         | Corinthians | 1998 | 6,90  |